# Xã Exeter, Quận Clay, Kansas
Xã Exeter (tiếng Anh: Exeter Township) là một xã thuộc quận Clay, tiểu bang Kansas, Hoa Kỳ. Năm 2010, dân số của xã này là 76 người.